# Kim Rae-won
Kim Rae-won (en hangul, 김래원; Gangneung, Provincia de Gangwon, Corea del Sur, 19 de marzo de 1981) es un actor surcoreano conocido por sus papeles en las series de televisión Rooftop Room Cat (2003), Love Story in Harvard (2004) y Doctors (2016), además de las películas My Little Bride (2004) y Gangnam Blues (2015).

## Carrera
A principios de septiembre del 2018 se anunció que se había unido al elenco principal de la película Long Live the King donde dará vida a Jang Sae-chool.
En octubre del 2019 apareció en el elenco principal de la película The Most Ordinary Romance donde dio vida a Jae Hoon, un hombre que quedó dolido por su ex-novia.
El 1 de febrero del 2021 se unirá al elenco principal de la serie L.U.C.A.: The Beginning donde interpretará a Ji-oh, un hombre callado que es lanzado al mundo sin una sola pista de quién es o quien tiene una "fuerza" o "secreto" diferente a comparación de la gente en común.
En enero del mismo año se anunció que se encontraba en pláticas para unirse al elenco principal de la película Decibel, de aceptar poría dar vida a Kang Do-young, el comandante del submarino de la Armada y una figura vinculada al incidente del submarino que fue la causa del ataque terrorista.
En mayo de 2022 se unirá al elenco principal de la serie The Police Station Next to the Fire Station donde dará vida a Jin Ho-gae, un apasionado detective, quien no deja pasar un caso una vez que lo agarra.

## Filmografía

### Series de televisión
- Me (나; 1997).
- Soonpoong Clinic (순풍산부인과; 1998).
- Escuela 2 (학교 2; 1999-2000).
- Hometown of Legends (전설의 고향; 1999).
- The Thief's Daughter (2000).
- Life Is Beautiful (인생은 아름다워;2001).
- A Girl and a Thief (소녀와 도둑; 2002).
- Wuri's Family (우리집; 2001).
- My Love Patzzi (내 사랑 팥쥐; 2002).
- Snowman (눈사람; 2003).
- Rooftop Room Cat (옥탑방 고양이; 2003).
- Say You Love Me (사랑한다 말해줘; 2004).
- Love Story in Harvard (러브스토리 인 하버드; 2004).
- Which Star Are You From (넌 어느 별에서 왔니; 2006).
- Gourmet (식객; 2008).
- Mil días de promesas (천일의 약속, 2011).
- Punch (펀치, 2014).
- Doctors (닥터스; 2016).
- Black Knight: The Man Who Guards Me (KBS2, 2017-2018)
- L.U.C.A.: The Beginning (루카: 더 비기닝; 2021).
- The Police Station Next to the Fire Station (소방서 옆 경찰서; 2022).

### Películas
- Scent of a Man (남자의 향기; 1998).
- Harpy (하피; 2000).
- Plum Blossom (청춘; 2000).
- 2424 (2002).
- ...ing (2003).
- My Little Bride (어린 신부; 2004).
- Mr. Socrates (미스터 소크라테스; 2005).
- Sunflower (해바라기; 2006).
- Flower Shadow (꽃의 그림자; 2007).
- Insadong Scandal (인사동 스캔들; 2009)
- My Little Hero (마이 리틀 히어로; 2013).
- Gangnam 1970 (강남 1970; 2015).
- The Prison (2016).
- Long Live the King (2019).
- The Most Ordinary Romance (2019).
- Decibel (2022) - como un Comandante de la Armada.[9][10][11]
- The Moon (더 문, 2023) - Lee Sang-won (aparición especial).[12][13]

### Revistas  / sesiones fotográficas
| Año  | Título        | Notas                                                                                                |
| ---- | ------------- | --- |
| 2013 | InStyle Korea | junto a Won Bin, Lee Byung-hun, Ahn Sung-ki, Kim Hye-soo y Lee Bo-young - (publicación de diciembre) |

## Premios y nominaciones
| Año  | Premio                         | Categoría                                                          | Trabajo nominado        | Resultado |
| ---- | ------------------------------ | ------------------------------------------------------------------ | ----------------------- | --------- |
| 1999 | KBS Drama Awards               | Mejor actor joven                                                  | Escuela 2               | Ganador   |
| 2000 | 21st Blue Dragon Film Awards   | Mejor nuevo actor                                                  | Plum Blossom            | Ganador   |
| 2001 | 38th Grand Bell Awards         | Mejor nuevo actor                                                  | Harpy                   | Nominado  |
| 2002 | MBC Drama Awards               | Mejor nuevo actor                                                  | My Love Patzzi          | Nominado  |
| 2003 | Andre Kim Best Star Awards     | Premio a la mejor estrella                                         | —                       | Ganador   |
| 2003 | Korea Best Dresser Swan Awards | Mejor vestido                                                      | —                       | Ganador   |
| 2003 | MBC Drama Awards               | Premio a la popularidad, actor                                     | Rooftop Room Cat        | Ganador   |
| 2003 | MBC Drama Awards               | Premio a la alta excelencia, actor                                 | Rooftop Room Cat        | Ganador   |
| 2004 | 40th Baeksang Arts Awards      | Mejor actor (TV)                                                   | Rooftop Room Cat        | Nominado  |
| 2004 | 41st Grand Bell Awards         | Mejor nuevo actor                                                  | My Little Bride         | Ganador   |
| 2004 | SBS Drama Awards               | Premio a la popularidad de los internautas                         | Love Story in Harvard   | Ganador   |
| 2004 | SBS Drama Awards               | Estrella top 10                                                    | Love Story in Harvard   | Ganador   |
| 2004 | SBS Drama Awards               | Premio a la excelencia, actor en un drama especial planificado     | Love Story in Harvard   | Nominado  |
| 2004 | SBS Drama Awards               | Premio a la alta excelencia, actor                                 | Love Story in Harvard   | Nominado  |
| 2005 | 41st Baeksang Arts Awards      | Actor más popular (Largometraje)                                   | My Little Bride         | Ganador   |
| 2006 | 43rd Savings Day               | Distinción presidencial                                            | —                       | Ganador   |
| 2006 | MBC Drama Awards               | Premio a la alta excelencia, actor                                 | Which Star Are You From | Nominado  |
| 2007 | Andre Kim Best Star Awards     | Premio a la mejor estrella                                         | —                       | Ganador   |
| 2007 | 1st Korea Movie Star Awards    | Premio a la excelencia en acción                                   | Sunflower               | Ganador   |
| 2008 | 2nd Korea Drama Awards         | Premio a la excelencia, actor                                      | Gourmet                 | Ganador   |
| 2008 | SBS Drama Awards               | Estrella top 10                                                    | Gourmet                 | Ganador   |
| 2008 | SBS Drama Awards               | Excellence Award, Actor in a Special Planning Drama                | Gourmet                 | Nominado  |
| 2008 | SBS Drama Awards               | Top Excellence Award, Actor                                        | Gourmet                 | Nominado  |
| 2011 | SBS Drama Awards               | Estrella top 10                                                    | Mil días de promesas    | Ganador   |
| 2011 | SBS Drama Awards               | Premio a la excelencia, actor en un drama especial planificado     | Mil días de promesas    | Ganador   |
| 2015 | 51st Baeksang Arts Awards      | Mejor actor (TV)                                                   | Punch                   | Nominado  |
| 2015 | 4th APAN Star Awards           | Premio a la alta excelencia, actor en una miniserie                | Punch                   | Nominado  |
| 2015 | SBS Drama Awards               | Actor del año (Premio del director)                                | Punch                   | Ganador   |
| 2015 | SBS Drama Awards               | Premio a la alta excelencia, actor en un drama de mediana duración | Punch                   | Nominado  |
| 2015 | SBS Drama Awards               | Gran premio (Daesang)                                              | Punch                   | Nominado  |